# Leoncio Francisco Gallego
Leoncio Francisco Gallego Pérez (Almadenejos, provincia de Ciudad Real, 12 de septiembre de 1827 - Madrid, 5 de febrero de 1886) fue un veterinario, periodista, lexicógrafo y traductor español, tío del también veterinario e histólogo Abelardo Gallego Canel.

## Biografía
Aunque inició estudios en la Escuela de Capataces de las Minas de Almadén, de donde era natural su padre, no los terminó. Se trasladó a Madrid en 1849 para matricularse en la Escuela de Veterinaria. Terminó la carrera en 1854 con calificaciones brillantes mientras trabajaba al mismo tiempo en un empleo administrativo en la Dirección de Minas primero y después en la Secretaría de la Universidad Central, para poder costearse la estancia en la capital y sus estudios. Al mismo tiempo fundó con su compañero Juan Téllez de Vicén y con el veterinario catalán Miguel Viñas el periódico El Eco de la Veterinaria, al que más tarde cambió el título a La Veterinaria Española, ya que muy pronto quedó como el único responsable de la publicación, que continuó dirigiendo hasta su muerte en 1886. Lo sustituyó en la dirección su cuñado, Santiago de la Villa, también director de la Escuela de Veterinaria de Madrid; la revista alcanzó a publicarse hasta 1923.
En 1859 opositó a la plaza de catedrático supernumerario de la Escuela de Veterinaria de Madrid abandonando su puesto de trabajo para preparárselas mejor, pero tuvo mala suerte en el desempate con su único contendiente, lo que lo marcó profundamente. Tradujo junto con su amigo Téllez el Tratado de patología y terapéutica generales veterinarias de Joseph Rainard (Madrid, 1856) y el Diccionario de medicina veterinaria (Madrid: Antonio Martínez, 1854) de Louis Valentin Delwart, ampliando y comentando este último. Él solo tradujo el primer tomo y parte del segundo de la obra del doctor Brune Jacques Béraud Elementos de fisiología del hombre y de los principales vertebrados (Madrid: Imp. de Lázaro Maroto, 1864-1872, 2 vols.). Pero es conocido sobre todo por su monumental Diccionario manual de medicina veterinaria práctica en 3 volúmenes. 
Fue Archivero y Vicesecretario de la Academia de Veterinaria constituida en Madrid entre 1855 y 1870 y Vicepresidente de la Unión Veterinaria. Colaboró en revistas y enciclopedias extranjeras de su especialidad, especialmente austriacas.

## Obras
- Diccionario manual de Veterinaria práctica. Obra escrita en presencia de los tratados más importantes que sobre esta materia hay publicados hasta el dia, y de una multitud de observaciones clínicas dadas á luz en los periódicos españoles de Veterinaria; extractada, principalmente, del Diccionario de Medicina veterinaria de M. Delwart, y del Tratado de Patología Terapéutica generales veterinarias de M. Rainard; y aumentada con más de 600 fórmulas de medicamentos usados ventajosamente en la práctica veterinaria dentro y fuera de España. Madrid: Imp. de Lázaro Maroto, 1872 t. I,  1873 t. II, e Imp. de Pedro Núñez, 1875, t. III.